# Bad Girls (chanson de Nanase Aikawa)
Pour les articles homonymes, voir Bad Girls.
Singles de Nanase Aikawa
Sweet Emotion
(1997) Kanojo to Watashi no Jijō
(1998)
Bad Girls est le 8e single de Nanase Aikawa, sorti sous le label Avex Trax le 12 novembre 1997 au Japon. Il atteint la 5e place du classement de l'Oricon et reste classé pendant 11 semaines pour un total de 201 000 exemplaires vendus. Bad Girls se trouve sur l'album Crimson et les compilations ID et Rock or Die. Sayonara wo Kikasete se trouve aussi sur l'album Crimson.

## Liste des titres
| 1. | Bad Girls                                 |  |
| 2. | Sayonara wo Kikasete (さよならを聴かせて) |  |
| 3. | Break out! (Live Version)                 |  |
| 4. | Bad Girls (Original Karaoke)              |  |

Vinyle
| 1. | Bad Girls                                      |  |
| 2. | Bad Girls (-3200 Skull Mix- Remixed by CMJK)   |  |
| 3. | Bye Bye. (バイバイ)                            |  |
| 4. | Bad Girls (-Real Dessert Mix- Remixed by CMJK) |  |